# Thomas Dahlia
Thomas Dahlia, né le 7 mars 1990 à Nouméa en Nouvelle-Calédonie, est un nageur français spécialiste de la brasse

## Palmarès

### Championnats de France
- Championnats de France de natation 2014 à Chartres
  -  Médaille d'or sur 200 m brasse en 2 min 11 s 43[2].
  -  Médaille d'argent du 100 m brasse en 1 min 01 s 60[2].